# Iwo Kitzinger
Pour les articles homonymes, voir Kitzinger.
Iwo Kitzinger, également connu sous le nom de Marcin Kosiński, né le 26 février 1985, à Racibórz, en Pologne, est un joueur polonais de basket-ball. Il évolue aux postes de meneur et d'arrière.